# 8 × 56 mm R

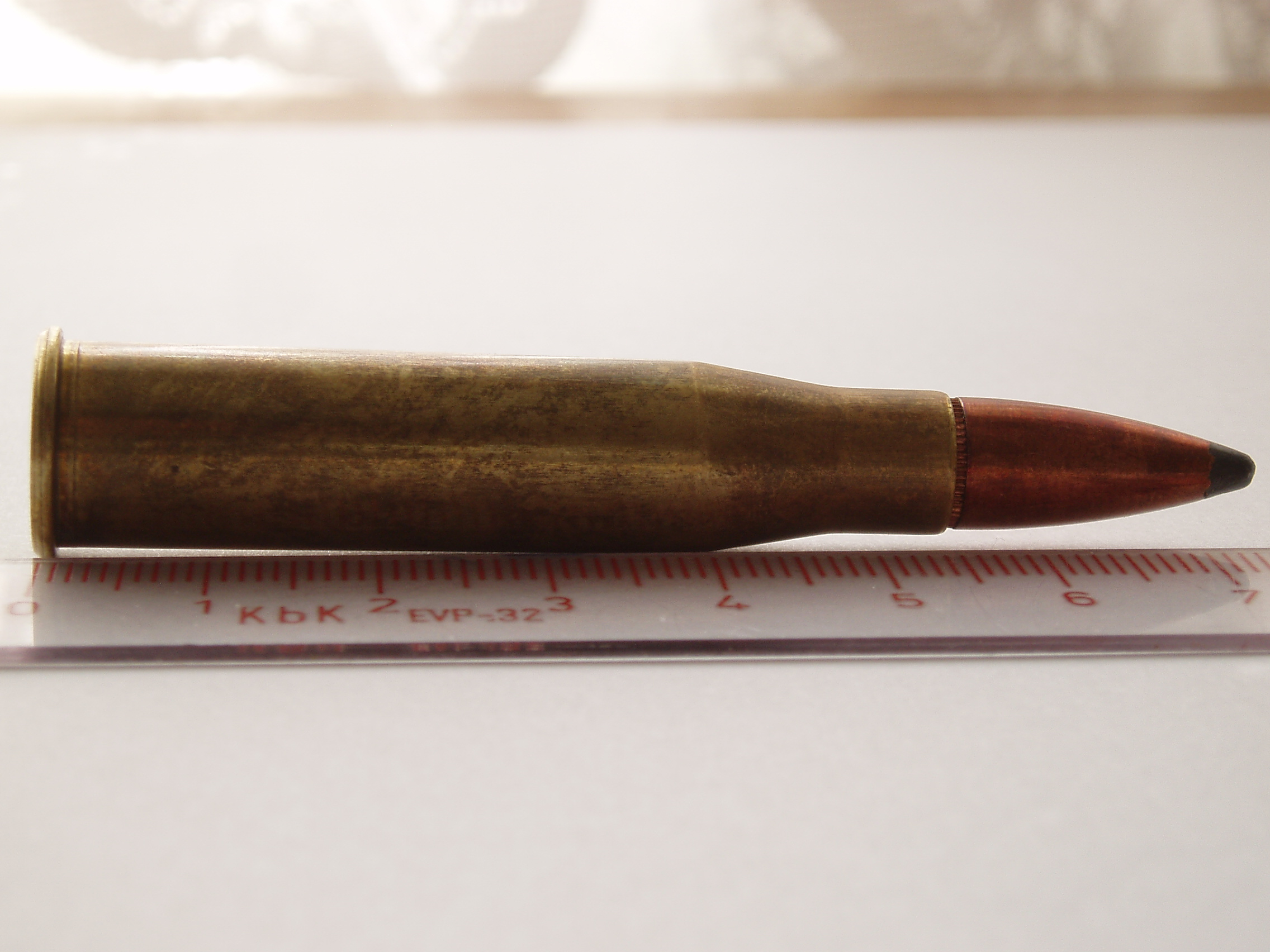
Náboj 8 × 56 R M 30

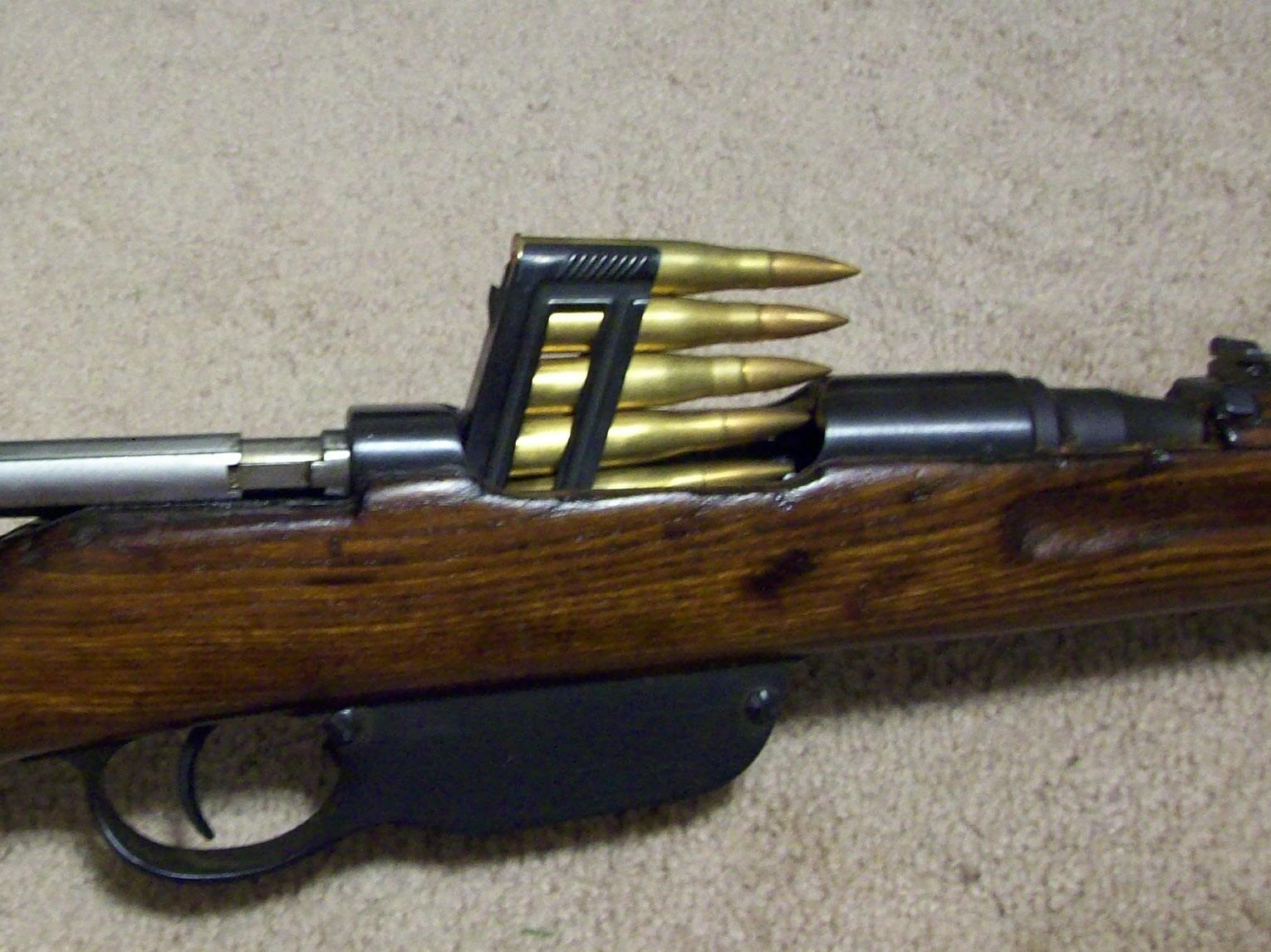
Klip s náboji 8 × 56 R M 30 S v pušce Mannlicher

8 × 56 mm R (také 8 × 56mmR M30S dle C.I.P.) je puškový náboj, který pochází z Rakouska. Do výzbroje rakouské armády byl zaveden v roce 1930 a roku 1931 také do armády maďarské. R značí nábojnici s okrajem, M 30 je označení modelu podle roku a písmeno S označuje špičatou střelu. 

## Označení a varianty
- 8 × 56 R M30S – podle C.I.P.
- DWM 587, 588, 589
- 8 mm M 30 S
- 8 mm M 30 rakouský
- 8 mm M 30 maďarský, model 35
- 8 mm M 30 maďarský
- 8 mm maďarský model 31
- 8 mm Mannlicher maďarský
- 8 mm rakouský model 30 S
- 8,2 × 56 R

## Historie
Náboj byl použit například v pušce Mannlicher M1895. Zajímavostí je, že se vyráběla varianta který byla označena jako terčové provedení, čímž se mělo získat dostatek střeliva. Podmínky Saint-germainské smlouvy omezovaly množství vyráběných ostrých nábojů pro Rakousko na 2 miliony, což bylo mnohem méně než potřebovala rakouská armáda pro výcvik.

## Základní parametry náboje a provedení
Vojenský náboj: střela 13,20 g, počáteční rychlost cca 700m/s
Lovecký náboj: střela Hirtenberg VS 13,44 g, počáteční rychlost 750m/s
- Pmax = 3550 bar
- PK = 4083 bar
- PE = 4440 bar
- EE = 3933 J[2]

Materiál nábojnice: mosaz, ale existovalo také ocelové provedení s ochranou lakováním nebo poměděním. Mimo standardní střely existovala také provedení se svítící a cvičnou střelou.